# Γ-羟基丁酸钠
γ-羟基丁酸钠是一种羧酸盐，结构式为HOCH2CH2CH2COONa，它是吸湿性的白色晶体粉末，味咸，易溶于水。在酸性条件下转化为γ-羟基丁酸。

## 制备
γ-羟基丁酸钠可由氢氧化钠和γ-丁内酯反应得到。

## 拓展阅读
1. 王颖. 丙泊酚和γ-羟基丁酸钠用于儿科手术麻醉的作用比较[J]. 山西医药杂志, 2005, 34(1):72-73.
2. 杨邦祥. γ-羟基丁酸钠麻醉机理的初步研究[D]. 华西医科大学;四川大学, 1993.